# حكاية لقاء (فلم)
حكاية لقاء (بالفرنسية: Histoire d'une rencontre) هو فيلم جزائري من إخراج إبراهيم تساكي سنة 1983. 

## قصة
يحكي الفيلم قصة طفل أبكم وأصم ابن فلاح جزائري، وطفلة بكماء وصماء ابنة مهندس أمريكي، يلتقيان قرب قاعدة لاستغلال البترول وتنشأ بينهما صداقة وثيقة.

## جوائز
فاز الفيلم بالجائزة الأولى (ينينجا) من المهرجان الأفريقي للسينما والتلفزيون في واغادوغو سنة 1985، قُدّمت من يد توماس سانكارا. بالإضافة لجائزة السيف البرونزي بمهرجان دمشق السينمائي الدولي، وجائزة النقد في مهرجان البندقية السينمائي عام 1981.

## روابط خارجية
- مقالات تستعمل روابط فنية بلا صلة مع ويكي بيانات